# Simulium paralongipalpe
Simulium paralongipalpe är en tvåvingeart som beskrevs av Worobez 1987. Simulium paralongipalpe ingår i släktet Simulium, och familjen knott. Inga underarter finns listade i Catalogue of Life.